# Lurex

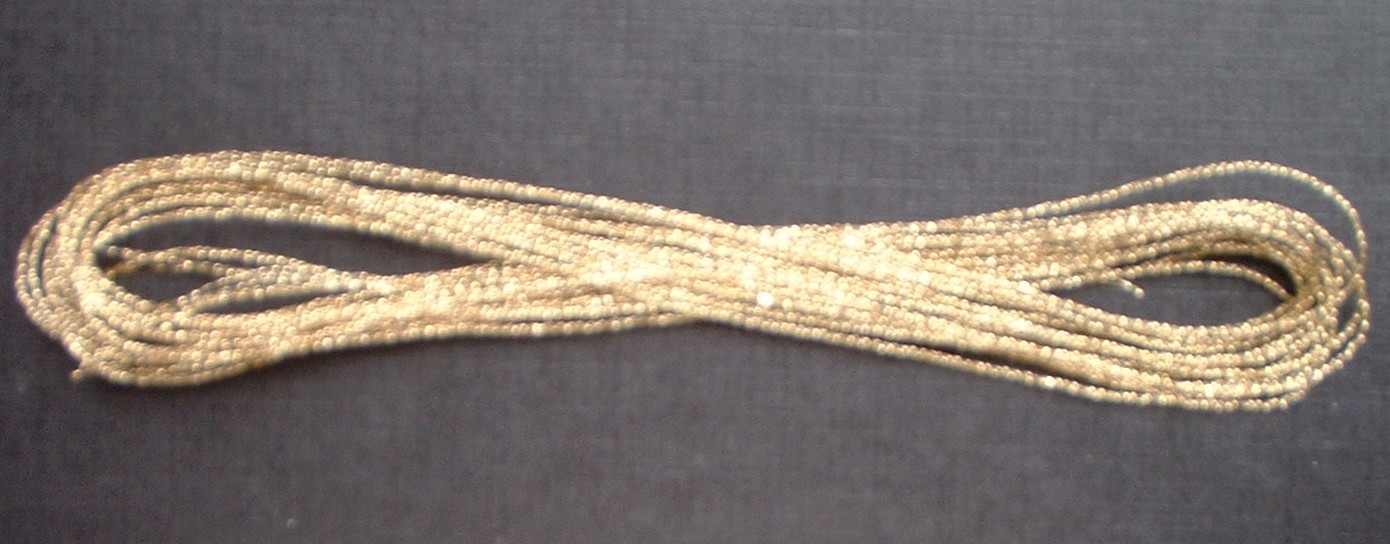
Fil de lurex

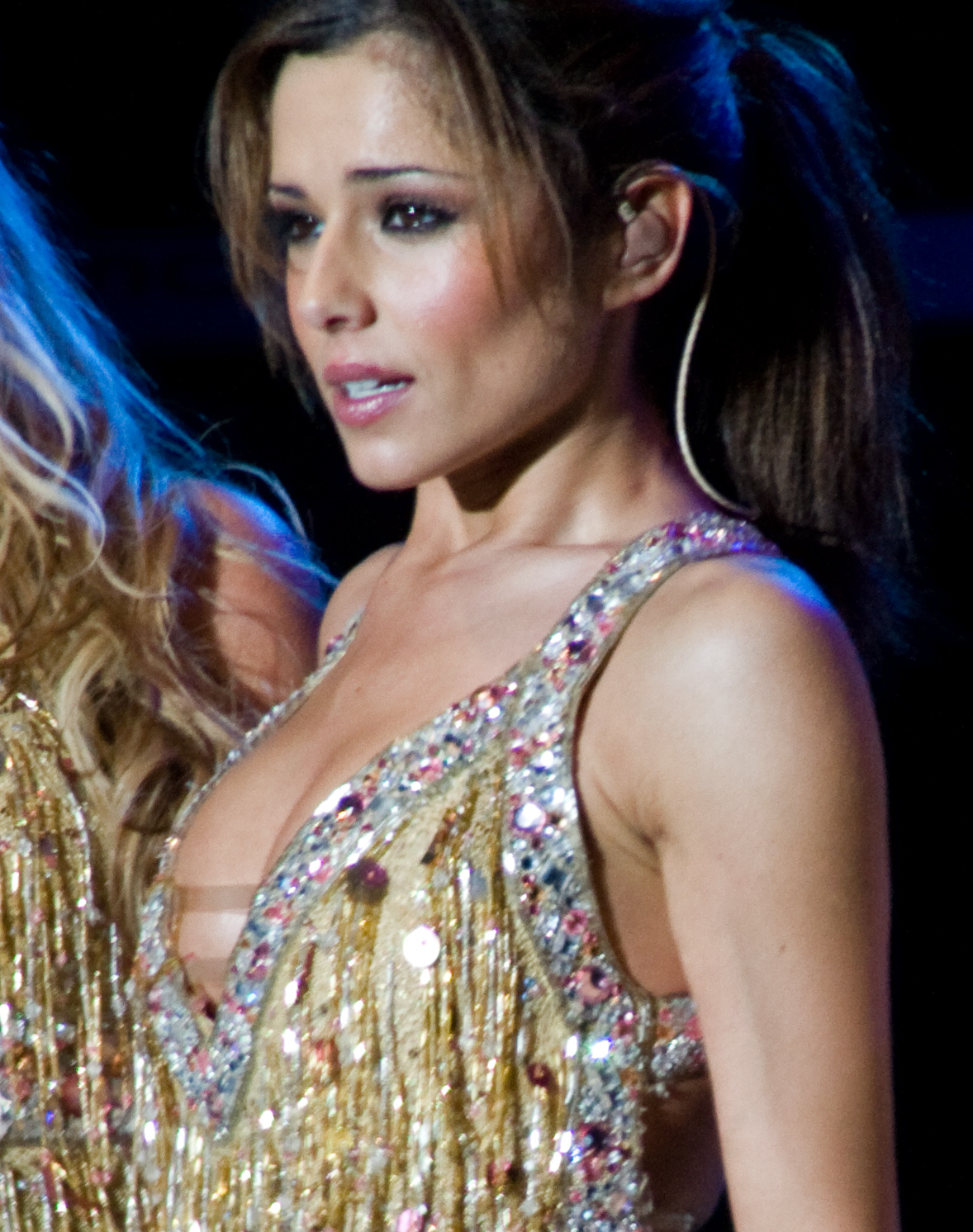
Cheryl Cole portant une robe en lurex lors d'un spectacle

Le Lurex est un fil textile de polyester, recouvert d'une couche métallique, d'aluminium, d'argent ou d'or, et reconnaissable à cet aspect métallique. 
Lurex est une marque déposée de la société Sildorex. Une dénomination plus générique pourrait être un terme tel que polyester métallisé ou fil métallisé.
Le procédé de fabrication de ce fil métallisé utilise la métallisation sous vide, qui permet de vaporiser des particules de métaux comme l’aluminium, l’argent pur ou même de l’or pur sur différents types de support. Ceci ajoute une touche de brillance à d'autres fils. Inventé par une société américaine en 1945, il reprend l'idée des fils de soie dorés, utilisés en Chine plusieurs millénaires avant Jésus-Christ pour donner de la brillance à des habits d'apparat,. Son utilisation réapparaît régulièrement,.
Le Lurex existe de façon standard  en deux largeurs, 1/69ème et 1/100ème de pouce, avec une épaisseur de 12 micromètres.